# Trichothecium campaniforme
Trichothecium campaniforme är en svampart som beskrevs av Matsush. 1980. Trichothecium campaniforme ingår i släktet Trichothecium, ordningen köttkärnsvampar, klassen Sordariomycetes, divisionen sporsäcksvampar och riket svampar.   Inga underarter finns listade i Catalogue of Life.